# Гарси Лассо Руис де ла Вега
Гарси Лассо Руис де ла Вега (исп. Garci Lasso Ruiz de la Vega; 1340 — 2 апреля 1367) — испанский дворянин из Кантабрии, представитель дома Гарси Лассо де ла Вега или Гарсиласко де ла Вега. Как старший сын Гарси лассо Руис де ла Вега наследовал своему отцу, Гарси Лассо де ла Вега II, как глава семьи Лассо де ла Вега.

## Происхождение семьи
Гарси был внуком Гарси Лассо де ла Вега I «Старшего», канцлера королевства Кастилия, который был убит в 1328 году в Сории противниками короля Альфонсо XI Кастильского, и его жены Хуаны де Кастаньеда. Гарси Лассо Руис «Младший» был старшим сыном Гарси Лассо де ла Вега II, который был высшим королевским чиновником при дворе инфанта Фадрике Альфонсо де Кастильи, сына короля Альфонсо XI Кастильского, и его жены Леонор Гонсалес де Корнадо. Его отец был убит в Бургосе в 1351 году по приказу короля Кастилии Педро Жестокого.

## Биография
После убийства своего отца в 1351 году Гарси Лассо Руис де ла Вега бежал и нашел убежище у своей матери в Астуриас-де-Овьедо. Здесь он попал под покровительство графа Энрике де Трастамары, незаконнорожденного сына Альфонсо XI Кастильского, который впоследствии стал королем Энрике II Кастильским.
Гаврси Лассо Руис де ла Вега оставался верен короне Кастилии при Энрике II и продолжал сражаться за него в борьбе за королевский престол, против человека, убившего его отца, короля Педро Жестокого.

## Смерть
Гарси Лассо Руис де ла Вега погиб в возрасте 27 лет в битве при Нахере (Ла-Риоха) 2 апреля 1367 года. Битва закончилась неудачно для Энрике II Трастамары, который был вынужден бежать и не смог вернуть себе королевский престол после битвы при Монтьеле в 1369 году, где после того, как он лично казнил своего сводного брата, короля Педро Кастильского. Останки Гарси Лассо Руиса де ла Веги покоятся в монастыре Санта-Мария-ла-Реаль в Нахере.

## Брак, потомки и наследие
Гарси Лассо Руис де ла Вега женился на Менсии де Сиснерос, 4-й сеньоре де Гуардо и дочери Хуана Родригеса де Сиснероса и Менсии де Падильи. У супругов была одна дочь:
- Леонор Лассо де ла Вега (до 1367—1432, Вальядолид)

Кантабрийская фамилия «Лассо де ла Вега» передавалась по материнской линии в более поздние времена на протяжении многих лет и ассоциируется с различными военными, поэтами и писателями золотого века, такими как Гарсиласо де ла Вега (1501—1536), солдат и поэт, и Инка Гарсиласо де ла Вега (1539—1616), историк из вице-королевства Перу.